# پروت (ویرجینیا)
پروت (به انگلیسی: Parrott) یک منطقهٔ مسکونی در ایالات متحده آمریکا است که در ویرجینیا واقع شده‌است. پروت ۵۴۴٫۰۷ متر بالاتر از سطح دریا واقع شده‌است.